# ديك ألكسندر
ديك الكسندر (بالإنجليزية: Dick Alexander) هو مهندس صوت أمريكي، ولد في القرن العشرين.

## وصلات خارجية
- ديك ألكسندر على موقع IMDb (الإنجليزية)
- ديك ألكسندر على موقع قاعدة بيانات الفيلم (الإنجليزية)